# Bristol (Dakota del Sud)
Bristol és una població dels Estats Units a l'estat de Dakota del Sud. Segons el cens del 2000 tenia 377 habitants.

## Demografia
Segons el cens del 2000, Bristol tenia 377 habitants, 165 habitatges, i 88 famílies. La densitat de població era de 274,6 habitants per km².
Dels 165 habitatges en un 18,8% hi vivien nens de menys de 18 anys, en un 47,3% hi vivien parelles casades, en un 4,8% dones solteres, i en un 46,1% no eren unitats familiars. En el 40,6% dels habitatges hi vivien persones soles el 27,3% de les quals corresponia a persones de 65 anys o més que vivien soles. El nombre mitjà de persones vivint en cada habitatge era de 2,01 i el nombre mitjà de persones que vivien en cada família era de 2,71.
Per edats la població es repartia de la següent manera: un 18% tenia menys de 18 anys, un 6,6% entre 18 i 24, un 18% entre 25 i 44, un 17,5% de 45 a 60 i un 39,8% 65 anys o més.
L'edat mediana era de 54 anys. Per cada 100 dones de 18 o més anys hi havia 82,8 homes.
La renda mediana per habitatge era de 32.031 $ i la renda mediana per família de 39.375 $. Els homes tenien una renda mediana de 30.208 $ mentre que les dones 17.500 $. La renda per capita de la població era de 19.006 $. Entorn del 8,7% de les famílies i el 6,4% de la població estaven per davall del llindar de pobresa.

## Poblacions més properes
El següent diagrama mostra les poblacions més properes.